# Press Trust of India
Press Trust of India (Devanagari : प्रेस ट्रस्ट ऑफ़् इंडिया) (souvent citée  par le signe PTI) est la plus grande agence de presse en Inde. Son siège est à Delhi, son statut est celui d’une « Coopérative à but non lucratif », est utilisé par plus de 450 journaux indiens, et employant environ  2 000 journalistes répartis dans 150 bureaux dans toute l’Inde. PTI a repris les activités précédemment assurées par Associated Press et Reuters après l’indépendance de l’Inde le 15 août 1947. La publication est assurée en hindi et en anglais.
PTI partage ses informations avec de nombreuses autres agences de presse, dont une centaine à l’étranger, telles que Associated Press, Agence France-Presse, Bloomberg LP. Les plus importés abonnés à PTI incluent Times of India, The Indian Express, Hindustan Times, All India Radio et Doordarshan. 
PTI  a des bureaux dans le monde entier, à Bangkok, Pékin, Colombo, Dubaï, Islamabad, Kuala Lumpur, Moscou, New York et Washington.
PTI est la seule agence de presse en Asie du sud à avoir son propre satellite de télécommunications INSAT qui lui permette de diffuser fil de presse et informations. 
Son PDG en 2011 est Vineet Kumar Jain.

## Histoire
| Année, mois      | Évènement |
| ---------------- | --- |
| 1910             | Création d’Associated Press of India, ancêtre de PTI, par K C ROY                                                                                |
| 1919             | Reuters reprend les activités d'API mais continue à utiliser les lignes de crédits d’API                                                         |
| 1945             | Enregistrement d’API comme Société Indienne filiale de Reuters à 100 %                                                                           |
| 27 août 1947     | Constitution de la société Press Trust of India IA à Madras                                                                                      |
| 1er février 1949 | PTI reprend les activités d'API, en restant toujours lié à Reuters                                                                               |
| 1953             | PTI devient une agence indépendante de Reuters                                                                                                   |
| 1976             | Création du Service Économique de PTI |
| Février 1976     | PTI, UNI, Samachar Bharati et Hindustan Samachar, sont contraints de fusionner durant l'état d’urgence et deviennent 'Samachar'                  |
| Avril 1978       | PTI et les 3 autres agences retrouvent leur indépendance et reprennent individuellement leurs activités                                          |
| Juillet 1980     | PTI lance un “ Feature service “ (Service d’entité ???)                                                                                          |
| Octobre 1981     | PTI crée un service consacré aux sciences |
| Novembre 1982    | PTI lance “ Scan “ un service de nouvelles sur écrans                                                                                            |
| 1984             | Lancement de PTI service à destination d'utilisateurs américains                                                                                 |
| 1985             | Début de l'informatisation des services de presse, lancement de PTI au Royaume-Uni                                                               |
| Février 1986     | Lancement de PTI – TV |
| Avril 1986       | Lancement de PTI – Bhasha |
| Août 1986        | Émission expérimentale de fil de presse et de photos via Insat-IB. Informatisation complète des activités de l’Agence achevée                    |
| Août 1987        | Lancement de Stockscan I |
| Octobre 1987     | Lancement du service PTI Photo |
| Août 1992        | Lancement de PTI Mag |
| Août 1993        | Lancement du service PTI Graphics |
| Mars 1995        | Lancement de StockScan II |
| Février 1996     | PTI investit pour la première fois dans une société étrangère AsiaPulse, base de données en ligne recensant les opportunités économiques en Asie |
| Décembre 1997    | PTI introduit un service téléphonique de photos de presse                                                                                        |
| Mars 1999        | 50e Anniversaire de PTI ; Ouverture d’un site Internet                                                                                           |
| Septembre 2003   | Les produits de PTI (fil de presse et photos) sont disponibles sur la Toile.                                                                     |

## Centenaire
Les employés de Press Service of India (PTI) ont célébré le centenaire de leur origine le 2 février 2010, et ce pendant trois jours.